# Jørgen Ryg
Jørgen Ryg (født Ryg Kristiansen, 11. august 1927 i København – 28. august 1981 smst) var en dansk skuespiller. 
Ryg var oprindelig jazztrompetist, men blev siden autodidakt skuespiller. I en periode arbejdede han også som illustrator for Politikens jazztillæg Jazzmosfære. Ryg var især kendt for sine mange komiske roller og optrådte i mange revyer. Fra 1960 til 1966 dannede han komisk par med Preben Kaas  på ABC Teatret. På TV glimrede han i rollen som den samfundskritiske invalidepensionist Arntsen i Syg og munter fra 1974. Ryg medvirkede også i en række spillefilm. Hans sidste blev Fængslende feriedage fra 1978. Ryg vandt i 1972 en Bodil for bedste mandlige birolle i filmen Lenin, din gavtyv.

## Familie
Jørgen Ryg var født på Rigshospitalet som søn af operasangeren og barbersvend Evald Asger Ryg Kristiansen og pianisten Ellen Kirstine Ryg (født Jensen).
Jørgen Ryg var gift med den fynske danserinde Jytte Merete Wester von Schlabs (født 27. august 1938 – død 28. november 2013). Ægteskabet varede fra 23. februar 1959 til den 28. juni 1973. Efter skilsmissen blev han gift med Birgitte Poulsen (født 12. april 1940) den 27. juli 1973. Ægteskabet varede frem til Rygs død.

## Død
Jørgen Ryg fik i 1979 konstateret strubekræft. Han blev året efter erklæret rask, men fik dog et kraftig tilbagefald, da han i sommeren 1981 medvirkede i Tivolirevyen. Han brød sammen med et blødende mavesår og måtte opgive at arbejde resten af sæsonen. Han blev indlagt på Finsensinstituttet i København hvor han døde d. 28. august 1981, 54 år gammel. Han er begravet på Brønshøj Kirkegård.
Hans enke udgav, efter hans død, bogen "Jørgen Ryg" i 1992. 

## Filmografi
| - Sukceskomponisten (1954) - Tante Tut fra Paris (1956) - Vi som går stjernevejen (1956) - Ingen tid til kærtegn (1957) - Krudt og klunker (1958) - Kærlighedens melodi (1959) - Frihedens pris (1960) - Forelsket i København (1960) - Løgn og løvebrøl (1961) - To skøre ho'der (1961) - Det tossede paradis (1962) - Vi har det jo dejligt (1963) - Selvmordsskolen (1964) - Don Olsen kommer til byen (1964) - Jeg - en elsker (1966) - Nu stiger den (1966) - Tre mand frem for en trold (1967) - Nøglen til Paradis (1970) - Lenin, din gavtyv (1972) - Nu går den på Dagmar (1972) - Den kyske levemand (1974) - Julefrokosten (1976) - Alt på et bræt (1977) - Firmaskovturen (1978) - Fængslende feriedage (1978) | - Skovtur på slagmarken (1963) - En af dagene (1963) - Harlekin ægtemand (1963) - Uden fast bopæl (1963) - Skyggen af en helt (1963) - Med lov skal bro bygges (1964) - Check (1965) - Forstyr ikke mine cirkler (1965) - Husk postnummer I (1967) - Må jeg lege med (1968) - Ku' jeg hjælpe Dem med noget? (1969) - Giv mig et kys (1969) - Glassplinten (1969) - Automobilkirkegården (1971) - Livet i Danmark (1972) - Hashtræet (1973) - En forglemmelse (1973) - Friere (1973) - Syg og munter (1974) - Huset på Christianshavn - episode 81 (1977) |

## Diskografi
Singler/EP-plader:
- Jørgen Ryg Quartet ( Metronome, MEP 1014) – I Didn't Know / Chloe / Gillchrist / Ain't Misbehavin’. Indspillet september 1954.
- Jørgen Ryg Quartet (Metronome, MEP 120) - Serenade T.D.P.J.I.H.M / Love Is Here To Stay / Orangutango / Les Feuilles Mortes (Autumn Leaves). Indspillet den 21. marts 1955.
- Brüel & Ryg Quartet (Metronome, MEP 1030) – Indiana / Fine And Dandy / Coop De Gras. Indspillet den 12. april 1955.
- Jørgen Ryg Quartet ( Metronome MEP 1045) – Polka Dots And Moonbeams / El Domingo / Mean To Me / Whispering. Indspillet 1956.
- The Cool Scandinavians (Sonet, SXP 2000) – El Domingo / Royal Garden Blues / Don't Blame Me. Indspillet 1956.
- The Cool Scandinavians , Vol. 2 (Sonet, SXP 2001) - The Lady Is A Tramp / Fine And Dandy / Out Of Nowhere. Indspillet 1956.
- Erik Moseholm , Made By Moseholm Vol.1- 3 (Metronome, MEP 1145) feat. Jørgen Ryg på Hashish / Opus Sex / Arabesque / Fru Holm. Indspillet 1957.
- William Schiøpffe , Drum Colours (Columbia, SEGK 1038) feat. Jørgen Ryg på Here comes Willie. Indspillet 1957.
- Preben Kaas og Jørgen Ryg (Polydor, XM 62026) – Hvad Skal Vi Med Kvinder / Erhvervsvejledning. Udgivet 1963.
- Jørgen Ryg (Polydor , XM 62087) – Rindalisme del 1 og 2. Udgivet 1968.
- Jørgen Ryg (Odeon, 6C 006 37193) - Min kone vil skilles / Fru Duerlund. Udgivet 1971.
- Jørgen Ryg og Otto Brandenburg (Odeon, DK 1736) – Rosetta / To Vaskeægte Rødder. Udgivet 1971.
- Jørgen Ryg, Daimi og Birger Jensen (Odeon , DK 1778) - Hjem Fra Safari / Papir "Over" Vældet. Udgivet 1972.
- Jørgen Ryg (Polydor – 2054 168) – Tissekonen del 1 og 2. Udgivet 1976.

LP-plader:
- Cool Bruel, Max Bruel Quartette (EmArcy , MG-36062/Mercury, MG-36062) feat. Jørgen Ryg på Indiana / Fine And Dandy og Coop De Gras. Indspillet 1955.
- Jorgen Ryg Jazz Quartet (EmArcy/US, MG 36099). Udgivet 1956 + 1981 (Metronome/DK, BP 7785).
- Formula For Love, Nina & Frederik With Louis Armstrong (Metronome , MLP 15025) feat. Jørgen Ryg Quartet på Blues For Arnhoff. Udgivet 1959.
- Jovist er vi fremragende - morsomme og fulde af talent, Jørgen Ryg og Preben Kaas (Polydor, LUPM 7022 + 10'' LUP 809). Jørgen Ryg på Kære Kammerater / Hvad Skal Vi Med Kvinder (med Preben Kaas) / Almindelig Eller Festblanket (med P.K.) / Lykke (med P.K.) / På Byggepladsen / Hva’ Sku’ Det Være (med P.K.) og Sur. Udgivet 1964 + 1975 (Polydor, 2444 028).
- Øjeblikkets favoritter 9, diverse kunstnere (HMV, KELP 141) feat. Jørgen Ryg på Rosetta (med Otto Brandenburg). Udgivet 1971.
- Glimt fra ABC-revyen 1972, Jørgen Ryg m.fl. (Odeon, 6E 052 38093) feat. Jørgen Ryg på Hjem Fra Safari / Nytårsaften Hos Familien Danmark (med Daimi Gentle, Beatrice Palner, Sigrid Horne-Rasmussen, Viggo Hansen, Birger Jensen og Otto Brandenburg) / Superstar I Sdr. Kønsløse (med D.G., B.P., S.H-R., B.J. og O.B.) og Papir ”Over” Vældet (med D.G.). Udgivet 1972.
- Alle Tiders Grinebidere,  diverse kunstnere (Philips, 6403.517) feat. Jørgen Ryg på Sur og Almindelig Eller Festblanket (med Preben Kaas). Udgivet 1972.
- Humør Bombe, Jørgen Ryg m.fl. (Forum , 6344 105) feat. Jørgen Ryg på Sur. Udgivet 1974.  Nå'et Å Grine A', diverse kunstnere (Odeon, MOEK 42) feat. Jørgen Ryg på Min Kone Vil Skilles / Hjem Fra Safari og Papir ”Over” Vældet. Udgivet 1974.
- Jørgen Ryg (EMI, KELP 163). Jørgen Ryg på Enlig Far / Hjem Fra Safari, Øjenlægekongressen / Min Kone Vil Skilles / Fru Duerlund og Nytårsaften Hos Familien Danmark. Udgivet 1975.
- Cirkusrevyen 75, Jørgen Ryg m.fl. (EMI, KCLP 17) feat. Jørgen Ryg på Enlig Far / Pensionisterne (med Lily Broberg) / Øjenlægekongressen og Hvad Er Det Nu, Hun Hedder? (med Preben Kaas). Udgivet 1975.
- International Jam Sessions, Charlie Parker / Clifford Brown / Phil Woods (Xanadu Records, Xanadu 122) feat. Jørgen Ryg på Indiana. Udgivet 1976.  Humørparade  (Polydor, 2444 042) feat. Jørgen Ryg på Tissekonen. Udgivet 1976.
- Jørgen Rygs største successer (Polydor, 2444 062). Jørgen Ryg på Sur / Hvad Skal Vi Vi Med Kvinder (med Preben Kaas) / På Byggepladsen / Kære Kammerater og Tissekonen. Udgivet 1977.
- Monologer Fra Danmarks Radios "Dirch Passer Show" (EMI, 6C 052-39207/EMI , 7C 052-39207). Jørgen Ryg på Ananaskuren / Formiddagsbryllup / Kønsrollemønstret / Landmandsliv og Teaterkrise. Udgivet 1977.
- Dirch Passer Show 1  (Philips, 6318 038) feat. Jørgen Ryg på Ananaskuren / Frokost hos Dirch (med Dirch Passer, Ole Monty, Ghita Nørby og Max Leth) / Brokkassen (med Ulf Pilgaard og D.P.) og Farvel Og Tak (med D.P., U.P. og O.M.). Udgivet 1977.
- Dirch Passer Show 2 (Philips, 6318 039) feat. Jørgen Ryg på Manden På 2.000 År. (med Dirch Passer) / Formiddagsbryllup / Venskab (med D.P., Ulf Pilgaard og Ole Monty) /Brokkassen (med D.P., U.P. og O.M.) og Farvel Og Tak (med D.P., U.P., O.M. og Max Leths Orkester). Udgivet 1977.
- Dirch Passer Show 3 (Philips, 6318 040) feat. Jørgen Ryg på Brokkassen (med Dirch Passer, Ulf Pilgaard og Ole Monty) / Kønsrollemønstret / 20 Spørgsmål (med D.P. og U.P) og Farvel Og Tak (alle). Udgivet 1977.
- Dirch Passer Show 4 (Philips, 6318 041) feat. Jørgen Ryg på Politi-Quickie (med Bjørn Puggaard-Müller) / Landmandsliv / Tallenes Tale (med Dich Passer og Ulf Pilgaard) / Det Store Spring (med U.P.) / Brokkassen (med D.P., B.P-M. og U.P) og Farvel Og Tak (alle). Udgivet 1977.
- Dirch Passer Show 5 (Philips, 6318 042) feat. Jørgen Ryg på Teaterkrise / Oksehalesuppe (med Lily Broberg) / Brokkassen (med Dirch Passer, Ulf Pilgaard og Bjørn Puggaard-Müller) og Farvel Og Tak (alle). Udgivet 1977.
- Tivoli-Revyen 1977 (EMI, 6C 058-39215) feat. Jørgen Ryg på Skolesøgende Pensionist og Pyt. Udgivet 1977.  Øjeblikkets Favoritter 20, diverse kunstnere (EMI , 6C 126-39181/2) (2LP) feat. Jørgen Ryg på Rosetta (med Otto Brandenburg). Udgivet 1977.
- Jørgen Ryg 2 (EMI, 6c 038-39247). Jørgen Ryg på Skolesøgende Pensionist / Kønsrollemønstret / Teaterkrise / Ananaskuren / Formiddagsbryllup og Landmandsliv. Udgivet 1978.
- Charley's Tante (Starbox, CTLP 1978). Udgivet 1978.
- Stjerne Parade – Jørgen Ryg (EMI , 6C 026-39275), Jørgen Ryg på Min Kone Vil Skilles / Enlig Far / Skolesøgende Pensionist / Min Kone Vil Giftes / Fru Duerlund / Pyt og Rosetta (med Otto Brandenburg). Udgivet 1979.
- Til Minde Om Preben, Preben Kaas, Jørgen Ryg m.fl. (Melody, 2453 095) feat. Jørgen Ryg på Hvad Skal Vi med Kvinder / Almindelig Eller Festblanket / Lykke / Erhvervsvejledning og Hva’ Sku’ Det Være? (alle med Preben Kaas). Udgivet 1981.
- Rare Danish Recordings (1956-57) By A Swedish Jazz Legend,  Rolf Billberg (Storyville – SLP-419) feat. Jørgen Ryg på El Domingo og The Lady Is A Tramp. Udgivet 1981.
- Danish Jazz In The 50's - Vol. 1 - Bop And Mainstream, diverse kunstnere (Olufsen Records , DOC 6000) feat. Jørgen Ryg Quartet på Minute Foxtrot / There’ll Never Be Another You / Mustafa og Øbro 7997 U, samt Royal Garden Blues (med Ib Glindemanns Orkester). Udgivet 1988.